# كنج أطسزلار
كنج اطسزلار (بالإنجليزية: Atsız Youth)‏ (بالتركية:Genç Atsızlar)، هي حركة شبابية أسسها حسين نهال اطسز، وهو أحد شخصيات الفكر القومي التركي الطوراني، في 3 مايو 2005.

## النشر الاعلامي
قامت المنظمة بإصدار ثلاث مجلات ثقافية وبأزمنة متعاقبة وهي: مجلة كنج اطسزلر، ثم مجلة كومن وأخيرًا مجلة اوتكن. مجلة كنج اطسزلر الإلكتروية بدأت في شهر يناير 2010، وكان العدد الأول من المجلة تكريمًا للمفكر حسين نهال اطسز، إلا أن إصدار المجلة توقفت مع إصدار عددها العاشر. تلى ذلك إصدار مجلة كومن، وهي مجلة رسمية ناطقة باسم المنظمة، صدر عددها الأول في 25 يونيو عام 2011، وتوقفت بعد إصدار عددها التاسع عشر لتفسح المجال أمام مجلة اوتكن، التي بدأت في بداية شهر أكتوبر عام 2013.

## فعاليات المنظمة
حاولت المنظمة ادخال علم أذربيجان ورفعه في مباراة تركية وأرمينيا رغم كون هذا العمل ممنوعا! وعلى إثره اُعتقل أربعة من أعضاء الجمعية.